# Campeonato Mundial de Voleibol Femenino Sub-18 de 1995
El IV Campeonato Mundial de Voleibol Femenino Sub-18 se celebró en Francia del 2 de septiembre al 9 de septiembre de 1995. Fue organizado por la Federación Internacional de Voleibol. El campeonato se jugó en la subsede de Orleans.

## Fase final

### Final 1° y 3º puesto
|  | Semifinales | Semifinales |   |        | 1º puesto | 1º puesto |  |
|  |             |             |   |        |           |           |  |
|  |             |             |   |        |           |           |  |
|  |             |             |   |        |           |           |  |
|  | Japón       | 3           |   |        |           |           |  |
|  | Italia      | 2           |   |        |           |           |  |
|  |             |             |   |        |           |           |  |
|  |             |             |   |        |           |           |  |
|  |             |             |   |        | Japón     | 3         |  |
|  |             | Rusia       | 1 |        |           |           |  |
|  |             |             |   |        |           |           |  |
|  |             |             |   |        |           |           |  |
|  |             |             |   |        | 3º puesto |           |  |
|  |             |             |   |        |           |           |  |
|  | Rusia       | 3           |   | Italia | 3         |           |  |
|  | Brasil      | 0           |   |        | Brasil    | 0         |  |

### Semifinales
| Fecha    | Encuentro      | Resultado | Set   | Set   | Set   | Set   | Set   | Puntuación total |
| Fecha    | Encuentro      | Resultado | 1     | 2     | 3     | 4     | 5     | Puntuación total |
| -------- | -------------- | --------- | ----- | ----- | ----- | ----- | ----- | ---------------- |
| 08-09-95 | Japón - Italia | 3-2       | 14-16 | 15-09 | 17-16 | 06-15 | 15-09 | 67-65            |
| 08-09-95 | Rusia - Brasil | 3-2       | 15-13 | 15-08 | 11-15 | 09-15 | 15-11 | 65-62            |

### 3° Puesto
| Fecha    | Encuentro       | Resultado | Set   | Set   | Set   | Set | Set | Puntuación total |
| Fecha    | Encuentro       | Resultado | 1     | 2     | 3     | 4   | 5   | Puntuación total |
| -------- | --------------- | --------- | ----- | ----- | ----- | --- | --- | ---------------- |
| 09-09-95 | Italia - Brasil | 3-0       | 15-09 | 15-02 | 15-12 |     |     | 45-23            |

### 1° Puesto
| Fecha    | Encuentro     | Resultado | Set   | Set   | Set   | Set   | Set | Puntuación total |
| Fecha    | Encuentro     | Resultado | 1     | 2     | 3     | 4     | 5   | Puntuación total |
| -------- | ------------- | --------- | ----- | ----- | ----- | ----- | --- | ---------------- |
| 09-09-95 | Japón - Rusia | 3-1       | 11-15 | 15-07 | 15-07 | 15-11 |     | 56-38            |

## Podio
| Japón     |
| 1º Título |
| Japón     |

## Clasificación general
| Pos | Equipo          |
| --- | --------------- |
| 1   | Japón           |
| 2   | Rusia           |
| 3   | Italia          |
| 4   | Brasil          |
| 5   | Korea           |
| 6   | China           |
| 7   | Slovakia        |
| 8   | Cuba            |
| 9   | Francia Ucrania |
| 11  | Letonia México  |

| Predecesor: Eslovaquia 1993 | Campeonato Mundial de Voleibol Femenino Sub-18 Francia 1995 | Sucesor: Tailandia 1997 |

- Datos: Q2954059